# José Maciel Senra
José Maciel Senra, detto Zezinho (Tupã, ... – 27 ottobre 1976), è stato un cestista brasiliano.

## Carriera
Con il Brasile ha disputato i Campionati mondiali del 1959, vincendo la medaglia d'oro.